# Sigtuna
Sigtuna est une ville de Suède, située à 50 kilomètres au nord de Stockholm. Elle fait partie de la commune de Sigtuna, dont le siège se situe à Märsta, et compte environ 7 200 habitants.
Bien que ce soit de nos jours une petite ville sans grand rayonnement, elle a joué un très grand rôle dans l'histoire de la Suède.
C'est à Sigtuna qu'on trouve la plus grande concentration en runes au monde.

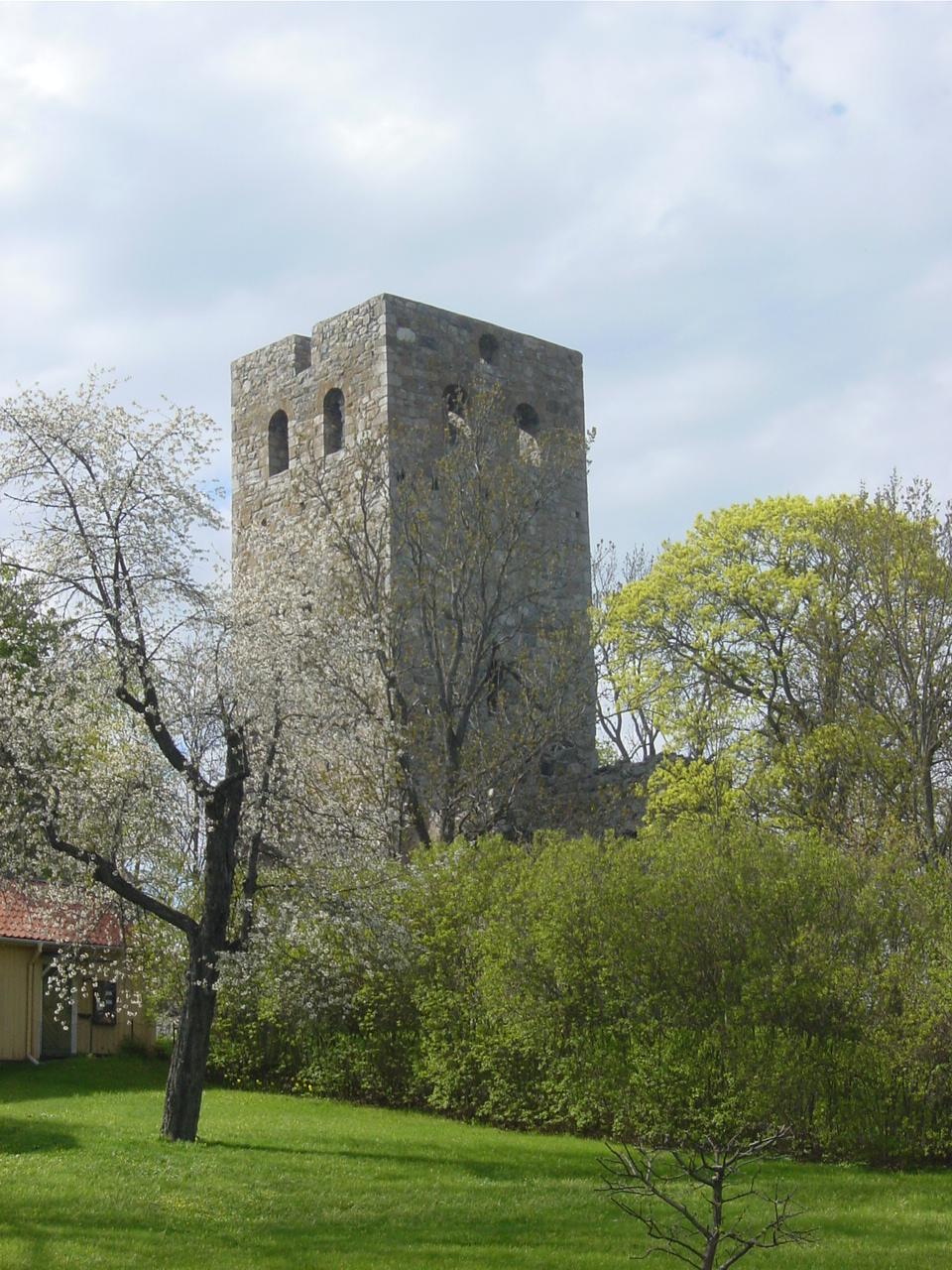
Ruines d'une église à Sigtuna

## Histoire
Sigtuna a été fondée sur la côte du lac Mälaren en l'an 980. Elle tient son nom d'un ancien domaine royal situé à quelques kilomètres à l'ouest, et qui date de l'Âge du fer, appelé maintenant Fornsigtuna (littéralement : ancien Sigtuna). Certains documents donnent Éric VI de Suède comme étant le fondateur de la ville, alors que d'autres attribuent ce rôle à son fils Olof de Suède.
L'essor médiéval de Sigtuna correspond au déclin de Birka et à un déplacement des principales activités économiques et commerciales du royaume de Suède émergent. Le niveau de la mer, plus élevé de 5 m, permet aux navires d'accéder à la ville et de rejoindre la mer Baltique. Le site est particulièrement cosmopolite comme le révèlent des analyses ADN effectuées sur les sépultures du XIe siècle dans lesquelles 70% des femmes proviennent de l'extérieur du pays et 66% des hommes de l'intérieur. 
Pendant deux siècles et demi elle fut l'une des plus importantes villes de Suède, étant un haut lieu du commerce et de la royauté. La vieille église construite au XIIIe siècle par les dominicains dans le monastère de Sigtuna est encore debout aujourd'hui et n'a subi que peu de restaurations. Le monastère avait une grande influence pendant le Moyen Âge, formant nombre de personnalités de l'Église de Suède. Il reste également à Sigtuna de nombreuses ruines, et la structure de la vieille ville n'a pas été remodelée comme ce fut le cas pour beaucoup d'autres villes suédoises aux XIXe et XXe siècle.
En 1187, Sigtuna fut attaquée et brûlée par des pirates païens de Courlande ou d'Estonie, ce qui contribua à lui faire perdre de son influence au profit des villes d'Uppsala, de Visby, de Kalmar et de Stockholm. Ces mêmes païens ont ramené à Novgorod, après un périple mouvementé, le  portail de Sigtuna, érigé depuis près de la cathédrale Sainte-Sophie à Novgorod.
À l'instar d'autres inspirations urbaines européennes, un complexe chinois près de Shanghaï a créé dans les années 2000 une ville nouvelle en reprenant le style suédois, en particulier de Sigtuna.

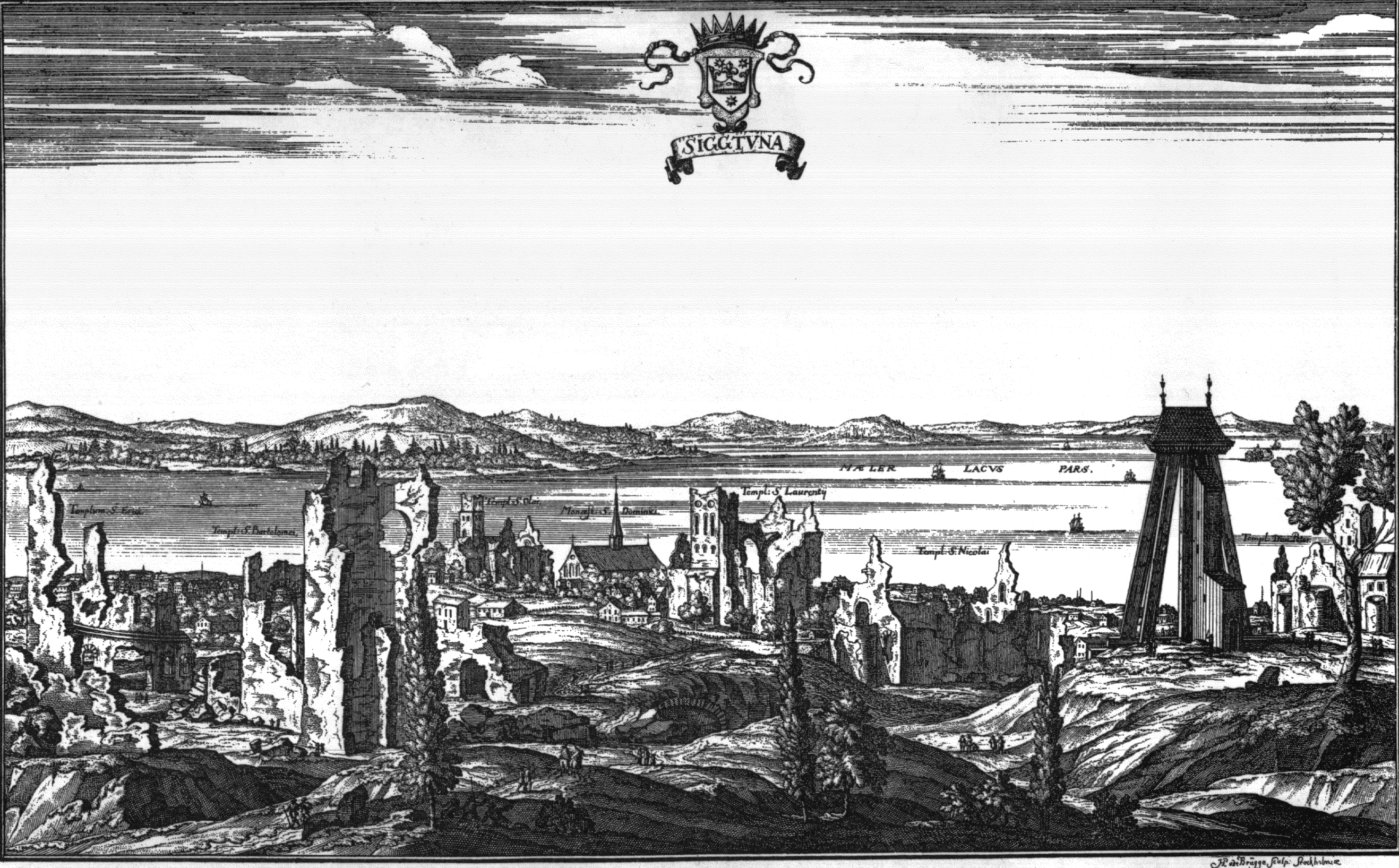
Sigtuna vers 1700.

## Personnalités
- Vera Alexandrova (1893-1968), danseuse suédoise d'origine russe, morte à Sigtuna